# Première guerre civile soudanaise
Pour les articles homonymes, voir Guerre civile soudanaise.
Ne doit pas être confondu avec Guerre civile sud-soudanaise.
Guerres civiles soudanaises
La première guerre civile soudanaise est un conflit qui oppose une partie des populations du Nord (à majorité musulmane) et du Sud (à majorité chrétienne et animiste) du Soudan entre 1955 et 1972. Administrées séparément jusqu'en 1946, les deux régions sont fusionnées sans accord des dirigeants de la partie sud. En 1955, alors que l'indépendance du Soudan vis-à-vis de l'Égypte et du Royaume-Uni approche, une insurrection éclate dans la partie sud. Le mouvement s'amplifie à partir du milieu des années 1960, avec notamment un regroupement au sein d'Anyanya, et une extension du conflit dans le Nil Supérieur et au Bahr el-Ghazal. En 1972, l'autonomie partielle accordée au Sud dans l'accord d'Addis-Abeba met un terme à la première guerre civile.

## Historique

### Contexte
Jusqu'en 1946, le gouvernement britannique, en collaboration avec le gouvernement égyptien, administre le nord et le sud du Soudan comme deux régions distinctes. Ces deux régions ont des différences marquées. Le Nord, davantage peuplé, musulman, de culture et de langue arabes, possède un niveau de vie assez proche de celui des populations égyptiennes. Le Sud est resté plus rural, et est peuplé de chrétiens et d'animistes. Il se considère comme une partie de l’Afrique sub-sahariene, dont il est proche par sa population,.
En 1946, les deux contrées sont fusionnées en une seule et même région administrative, qui devient stratégique pour le positionnement des Britanniques : elle permet en effet  aux troupes britanniques d’accéder à l'Érythrée, à l'Éthiopie, au Congo belge, à l’Afrique des Grands Lacs, à la mer Rouge, à la partie sud du canal de Suez et au cours supérieur du Nil. Cette fusion se fait sans consultation des dirigeants de la minorité du Sud, qui craignent d'être dominés par les élites du Nord favorisées par  la structure politique coloniale.
Après l'accord en 1953 entre le Royaume-Uni et l'Égypte pour donner son indépendance au Soudan après une période de transition de trois ans, les tensions internes augmentent en pays soudanais au fur et à mesure qu'approche la date officielle d'indépendance, prévue pour le 1er janvier 1956.

### La guerre civile
Le 18 août 1955, des membres soudanais sudistes des Forces de défense soudanaises britannique débutent une mutinerie à Torit, Djouba, Yei et Maridi. Immédiatement réprimée par les Britanniques, une insurrection mal coordonnée éclate dans les régions rurales du Soudan du Sud. Mal équipés et mal organisés, les insurgés représentent une faible menace pour le pouvoir colonial et le nouveau gouvernement soudanais (qui prépare l’indépendance du pays),. Le mouvement de rébellion survit difficilement dans la deuxième moitié des années 1950 et dans le début des années 1960. Puis, il réussit à se transformer en un mouvement sécessionniste plus significatif  grâce à des renforts provenant de la population sudiste, dont des étudiants : les rebelles se regroupent bientôt au sein d'Anyanya, vaste mouvement séparatiste de guérilla. Débutant en Équatoria, l'insurrection s'étend progressivement dans le Nil Supérieur et au Bahr el-Ghazal. Le gouvernement soudanais ne se montre pas capable de mettre un terme à cette rébellion,.
Le gouvernement central du Soudan est, durant cette période, fragilisé par son instabilité. En novembre 1958, moins de trois ans après l’indépendance, un général, Ibrahim Abboud, s’empare du pouvoir par un coup d’État militaire. Mais il est contraint de s’effacer en 1964 pour laisser place à une démocratie parlementaire,. Quatre ans et demi plus tard, en mai 1969, un nouveau coup d’État militaire place au pouvoir un colonel, Gaafar Nimeiry, qui est prêt par contre à faire des concessions aux rebelles du Sud pour mettre fin à la guerre civile.
La médiation du Conseil œcuménique des Églises, de la Conférence des Églises d'Afrique, et de l’empereur éthiopien Hailé Sélassié, aboutit finalement en 1972, en présence d’Hailé Sélassié et des Églises, à la signature de l'accord d'Addis-Abeba qui accorde une certaine autonomie au Soudan du Sud et met fin à la première guerre civile soudanaise,.